# Aceratophallus granulifer
Aceratophallus granulifer är en mångfotingart som först beskrevs av Chamberlin 1952.  Aceratophallus granulifer ingår i släktet Aceratophallus och familjen Rhachodesmidae. Inga underarter finns listade i Catalogue of Life.